# Lotus Weinstock
Lotus Weinstock (Filadelfia, Pensilvania; 29 de enero de 1943 - Los Ángeles, California; 31 de agosto de 1997) fue una cómica de stand up y actriz estadounidense.

## Primeros años
Nació como Marlene Weinstock en Filadelfia en enero de 1943. Sus padres fueron Robert y Lucille Weinstock. Fue una intérprete natural durante su infancia y en la escuela secundaria, donde se la conocía por improvisar fragmentos con amigos y desempeñar el papel de la mascota en su equipo de porristas. Aunque era divertida y una gran intérprete, a menudo se sentía como una marginada mientras crecía. Después de la secundaria, Lotus fue a Emerson College, pero se retiró para mudarse a Nueva York e intentar actuar y bailar. Obtuvo algunos papeles fuera del circuito de Broadway. Alrededor de 1963 comenzó un trabajo de anfitriona en el Bitter End de Greenwich Village. Al salir con los clientes habituales del club, Lotus se encontró más interesada en la escena del cabaret y menos en la actuación.

## Carrera
Lotus no era simplemente una comediante, también escribió un libro, una obra de teatro y era músico. Su libro, The Lotus Position, está lleno de algunas de sus famosas anécdotas como, “Me casé con el Sr. Perfecto. El señor siempre tiene la razón". Algunas de estas anécdotas también aparecieron en tarjetas de felicitación. Llegó a vender cerca de 63 000 copias. Lotus también escribió la obra Molly and Maze que presentó con su hija, Lili Haydn, algunas veces. Con su hija tocaron música juntas en varias ocasiones. Sin embargo, Lotus actuó sola en un dúo de comedia musical, "The Turtles" con Jimmy Gavin. Juntos recorrieron el circuito de la escena folclórica. Al principio de su carrera, cambió su nombre a Maurey Haydn. Bajo este nombre, una de sus canciones fue grabada por Richie Havens.
Lotus era conocida en el mundo de la comedia por hacer bromas que nunca iban directamente contra nadie en particular. Trataba un humor ético, sin ir a costa de nadie. Creía que "cuando una habitación llena de gente se ríe, de repente has disuelto el dolor y la vergüenza de la separación. En ese momento, no hay juicio, es una verdadera liberación". Lotus demostró esto a través de sus entrevistas en las que siempre aprovechaba la oportunidad para hacer reír a la gente. No fueron solo sus bromas habladas las que hicieron que Lotus fuera tan entrañable en el mundo de la comedia. Tenía una presencia en el escenario que funcionaba a su favor, a veces incluso usando una bata de baño durante sus presentaciones. Como la mayoría de los chistes y momentos de Lotus, siempre había una historia detrás, y a menudo involucraba su sentido de espiritualidad.
Lotus actuó en The Merv Griffin Show, The Tonight Show, The Mike Douglas Show, Politically Incorrect, Make Me Laugh y en el piloto de The Comedy Store. Pese a tales apariciones, no actuó mucho en televisión porque rara vez podía mantenerse dentro de las limitaciones de tiempo de actuación. Era conocida por otros comediantes e incluso se la cita en libros sobre comedia y bromas específicas. Sin embargo, al igual que todos los comediantes, también fue criticada por su comedia y actuaciones a lo largo de sus carreras. Ella ha sido referida como una "actriz forzada", así como demasiado personal. Dicho esto, Lotus permaneció y continuó siendo un nombre influyente en el mundo de la comedia, especialmente para otros comediantes. Es conocida por tener una gran influencia en la carrera dentro de la comedia de la actriz Sandra Bernhard.
Buena parte del humor de Lotus tenía que ver con ser mujer. Bromeaba sobre su matrimonio y citas y también era consciente de la diferencia entre cómo las mujeres comediantes podían actuar frente a los hombres. Lotus también se enfrentó al acoso sexual durante su tiempo como comediante. Sin embargo, siempre fue feminista y se mostró optimista sobre lo que eso significaba para el mundo de la comedia. Se cita diciendo: "Hace diez años, una mujer no se reiría antes que su cita, así que si hicieras algo desde el punto de vista de una mujer, la mujer no querría reír y exponerse. Ahora, las mujeres liderarán a la multitud". La postura optimista de Lotus sobre el poder que tienen las mujeres en la comedia influyó en otras comediantes.
Lotus era una parte importante del Belly Room, un área de actuación del The Comedy Store que regentaba la propietaria Mitzi Shore, que abrió exclusivamente para que actuaran mujeres. Lotus tenía treinta y seis años cuando se inauguró Belly Room en 1978. Allí se la consideraba una "madre del den", ya que era una participante mayor, pero muy emocionada. Ella y algunas otras mujeres que actuaban en The Belly Room sintieron que era un lugar donde había menos necesidad de competencia y las mujeres podían actuar en un entorno generoso. The Comedy Store fue también donde Lotus y algunas otras mujeres comediantes en ese momento participaron en el taller "Mujeres y comedia", que presentó la Universidad del Sur de California en marzo de 1985. En este espacio se conversó con otros participantes sobre las pruebas y tribulaciones de ser mujer en la comedia. Esto incluyó cómo tener éxito, qué usar en el escenario, qué no usar, dónde actuar y más. A lo largo de este taller, el punto principal que hicieron las mujeres fue ser la versión más segura de sí mismas cuando actuaban. En un momento, Lotus dijo: "La confianza habla más que el género".
Lotus fue una gran influencia para muchos comediantes. Fue particularmente influyente en Sandra Bernhard y otras mujeres comediantes, especialmente las que actuaron en Belly Room. Sus bromas, que nunca fueron a expensas de nadie más, han influido en el mundo de la comedia, y han ayudado a demostrar desde el principio que los comediantes no necesitan menospreciar a los demás para ser divertidos.
Lenny Bruce fue una gran influencia, no solo en la vida de Lotus, sino en su carrera como comediante. Su compromiso de decir la verdad a través de la comedia fue algo que Lotus apreció, y también se refleja en sus partes. Los amigos cómicos cercanos de Lotus en los años ochenta fueron Larry Miller, Lucy Webb, Sandra Bernhard, Diane Nichols, Robert B. Weide, Jay Leno, Jerry Seinfeld, Paul Reiser, Kevin Pollak, Sam Kinison, Paul Mooney, Richard Pryor, Robin Williams, Hennen Chambers, Carrie Snow, Joanne Dearing, Ron Zimmerman, Bill Maher, Argus Hamilton, Taylor Negron y Phyllis Diller. Lotus también fue influenciado por la maternidad, el feminismo y el judaísmo; tres partes de su vida que ella apreciaba mucho.

## Fin de su carrera
Hacia el final de la carrera de Lotus, Joan Rivers aceptó la invitación para escribir el prólogo del libro de Lotus, The Lotus Position, para rechazarlo poco después. Una fan de Lotus descubrió esto revisando su correo y e activaron las sospechas de que Rivers recibió amenazas de muerte. Se contrató a un investigador y se informó que Lotus estaba detrás de esto (aunque muchos de sus amigos enfatizaron lo imposible que sería considerando el tipo de persona que era Lotus y su perspectiva de la vida). Rivers procedió a enviar los hallazgos a muchas personas influyentes en la escena de la comedia, lo que dificultó la contratación de Lotus.
Lotus no solo le debía a Rivers por el lento cierre de su carrera; no se la conocía por ser la empresaria más inteligente. Tuvo problemas para renunciar a espectáculos más pequeños por otros más grandes, una vez que ya los había reservado, a pesar de que los lugares más grandes llamaron su atención. Algunos dijeron que tampoco tenía la presencia televisiva necesaria para su éxito.

## Vida personal
Lotus conoció a Lenny Bruce en 1965, cuando ella tenía 22 años y él 40. Desarrollaron una conexión instantánea y estuvieron comprometidos hasta su muerte en agosto de 1966. Lotus quedó conmocionada y devastada por la muerte de Bruce. Se volvió bastante espiritual; la poesía y la canción terminaron ayudándola a recuperarse de esta pérdida. Fue entonces cuando tomó el nombre de Lotus. Más tarde, se encontró en Toronto, donde conoció a David Jove. Se casaron unas dos semanas después de conocerse. Casi de inmediato, Lotus quedó embarazada de su hija, Lili Haydn. Lotus y Jove nunca criaron a Lili juntos y se divorciaron a finales de los ochenta. En los noventa, Lotus tenía una relación con el actor y director británico Steven Berkoff. Lili y Lotus estuvieron bastante unidos hasta que Lotus falleció. Lili era el orgullo y la alegría de Lotus, y hablaba de ella cada vez que tenía la oportunidad. Durante los primeros 5 años de vida de Lili, Lotus actuó mucho menos, centrándose en ser madre. Lili era una violinista increíble y Lotus estaba extremadamente orgullosa de su habilidad para tocar. Perdió muchas oportunidades de comedia para concentrarse en ser madre, su primera prioridad. Lili asistió a la Universidad de Brown. Antes de que Lili fuera a estudiar, ella y Lotus realizaron un espectáculo juntos llamado "Molly and Maze" en el Eagle Theatre de Beverly Hills. Hubo un segundo espectáculo, modificado, celebrado en San Diego (California) en el Hahn Cosmopolitan de Gaslamp Quarter Theatre Company, después de graduarse.

## Fallecimiento
En Acción de Gracias del año 1996, Lotus descubrió que tenía un tumor cerebral intratable. La noche antes de que ella y Lili se dirigieran a una clínica en La Jolla (San Diego) que se especializaba en medicina alternativa, tuvo una convulsión que resultó en una hernia del tronco del encéfalo. Esto la dejó paralizada y limitó sus habilidades motoras y su capacidad para hablar. El 31 de agosto de 1997, Lotus murió en el Hospital Kaiser Permanente en Hollywood a la edad de 54 años.